# Vänersborgs IF
Vänersborgs IF is een Zweedse voetbalclub in Vänersborg. De club werd opgericht in 1906. Hoewel het logo blauw en geel is, speelt men in een rood en marineblauw thuistenue.

## Geschiedenis
De club werd opgericht in 1906. In de jaren veertig werd het het eerste team uit Västergötland dat nationaal furore maakte in bandy, maar sindsdien werd deze sport hier niet meer beoefend.
Vänersborgs IF speelt in de amateurreeksen. Ze spelen hun thuiswedstrijden in Vänersvallen in Vänersborg; het voetbalstadion heeft een capaciteit van ongeveer 2000 mensen. De club is aangesloten bij Västergötlands Fotbollförbund, een onderdeel van de Zweedse voetbalbond.